# Конвейерное производство
Конвейерное производство — система поточной организации производства на основе конвейера, при которой оно разделено на простейшие короткие операции, а перемещение деталей осуществляется автоматически. Это такая организация выполнения операций над объектами, при которой весь процесс воздействия разделяется на последовательность стадий с целью повышения производительности путём одновременного независимого выполнения операций над несколькими объектами, проходящими различные стадии.
Конвейером также называют средство продвижения объектов между стадиями при такой организации.

## Особенности
Подобное расчленение производственного процесса на простейшие операции позволяет одному рабочему выполнять какую-либо одну операцию, не тратя время на смену инструментов и передачу деталей другому рабочему, такая параллельность производственного процесса позволяет уменьшить количество рабочих часов, необходимых для производства одного изделия. Недостатком системы производства является повышенная монотонность труда.
Конвейерная линия должна настраиваться на разную скорость работы для обеспечения оптимальной интенсивности труда в зависимости от трудоспособности людей — относительно более быстро работа идёт первые 2-3 часа, после обеда и перед окончанием рабочего дня, при этом для борьбы с усталостью оптимальная продолжительность каждой операции должна составлять 50-60 секунд и должна происходить ротация рабочих.

## История
Предшественником предприятия с конвейерной сборкой считается Венецианский Арсенал, в XII веке объединивший несколько судостроительных верфей на островах в Венеции. Строящиеся корабли по мере строительства двигались по воде по специально спроектированному судостроительному каналу между сборочными цехами. На пике своей эффективности в начале XVI века в «Арсенале» было занято около 16 000 человек, которые, могли производить одну венецианскую галеру в день, благодаря стандартизированным деталям на сборочной линии. Хотя Арсенал просуществовал до начала промышленной революции, возможность конвейерного производства на суше, появилась с появлением паровых машин.
Способ конвейерного производства автомобилей впервые был запатентован Рэнсомом Эли Олдсом в самом начале XX века, и уже с 1901 года по его методу производился «Олдсмобил» модели «Кёвд Даш» — первый в истории автомобиль массового производства.
Хотя принято считать, что современное конвейерное производство появилось в 1914 году на производстве Модели-Т на заводе Генри Форда, но инженеры, работавшие на Форда, лишь добавили к уже запатентованным Олдсом принципам и методам конвейерной сборки бегущую ленту, которая также была изобретена ранее, в конце XIX века. По собственному признанию одного из фордовских инженеров (Уильям Кланн), идеей для конвейерного метода послужила значительно повысившая производительность труда конвейерная «разборка» туш скота на бойне, которую он посетил. Когда Генри Форд приступил к созданию своего второго завода в Хайленд-Парке в Мичигане, он изначально спроектировал расположение цехов с учётом последовательности производства автомобиля и заложил специальные помещения в цехах для установки трансформаторов и конвейерных электроприводов, электричество для которых поступало со специально построенной на территории завода паровой электростанции.
Иногда изобретение конвейерного способа производства приписывается Эли Уитни (конец 1700-х гг.).